# Ulotna nadzieja
Ulotna nadzieja (tytuł oryg. Hope Floats) – amerykański dramat filmowy z roku 1998, wyreżyserowany przez aktora Foresta Whitakera.

## Opis fabuły
W podczas realizacji odcinka nadawanego na żywo talk-show Connie zdradza telewidzom szczegóły ze swojego życia osobistego. Kobieta ma romans z Billem, mężem swej wieloletniej przyjaciółki, Birdie Pruitt. Ta, zrozpaczona i upokorzona, pakuje się i wyjeżdża wraz z córeczką Bernice do prowincjonalnego Smithville w Teksasie, gdzie mieszka jej ekscentryczna matka Ramona. Z depresji wyciąga ją Justin Matisse, kolega ze szkoły średniej, od dawna w niej zakochany.

## Obsada
- Sandra Bullock – Birdee Pruitt
- Harry Connick Jr. – Justin Matisse
- Gena Rowlands – Ramona Calvert
- Mae Whitman – Bernice Pruitt
- Michael Paré – Bill Pruitt
- Cameron Finley – Travis
- Kathy Najimy – Toni Post
- Bill Cobbs – pielęgniarz
- Rosanna Arquette – Connie Phillips